# Comuna Stepanivka, Berezivka
Stepanivka (în ucraineană Степанівка) este o comună în raionul Berezivka, regiunea Odesa, Ucraina, formată din satele Cervone, Ciornohirka, Donska Balka, Donske, Karnahorove, Kosivka, Stepanivka (reședința) și Tanivka.

## Demografie
Componența lingvistică a comunei Stepanivka
     Ucraineană (94,77%)
     Rusă (1,7%)
     Română (1,31%)
     Alte limbi (2,22%)
Conform recensământului din 2001, majoritatea populației comunei Stepanivka era vorbitoare de ucraineană (94,77%), existând în minoritate și vorbitori de rusă (1,7%) și română (1,31%).